# DNK (бренд)
DNK Russia (компания «ДНК-Рус») — российский дизайнерский бренд по производству семейной одежды и аксессуаров, основанный сёстрами Анной Алексеевой и Ольгой Коваленко (до замужества — Ничковы).

## Деятельность
В 2015 году Анна и Ольга Ничковы начали шить детскую одежду для собственных новорождённых детей по своим эскизам. Летом 2015 была продана первая партия детской одежды с помощью Instagram. В 2016 году открыт офис-склад для одежды. Через год сёстры заключили контракт со швейной компанией, однако полученная партия оказалась бракованной. Данный инцидент послужил причиной открытия своего швейного цеха. Осенью 2017 года был запущен официальный сайт компании.
В 2018 году они привлекли внимание общественности проектом, когда на показе в рамках Moscow Fashion Week на один подиум вышли модели, дети, певцы, артисты, звёздные дети, люди с ограниченными возможностями.
В 2020 году в рамках акции #мывместе было пошито 2 тысячи гигиенических масок для волонтёров и пожилых людей.
3 октября состоялись съёмки проекта Cinema Fashion «Другая реальность», где был представлен показ различных брендов одежды, в том числе и DNK.
А также DNK — это экофрендли бренд. Они отказались от полиэтилена для упаковки, заменив его на удобную и практичную альтернативу — сумку-шоппер. И продолжают разработки новой упаковки для доставок, которая будет соответствовать всем экологическим требованиям.

#### Название
В 2015 году при продаже первой партии марку назвали D&N Kids, так как товарный знак Dom & Nica был зарегистрирован на мужа Анны. Позже марка была переименована в DNK Kids, затем — DNK Russia.

#### Показы
- Неделя моды в Москве — SS2020[10][11], SS2019[12]
- Неделя моды в Беларуси — AW2018[13][14]
- Крымская неделя моды 2018[15][16]
- Каспийская неделя моды 2018[17]

#### Награды
- 2017 — премия Kids Fashion Awards в номинации «Прорыв года»[18][19]
- 2019 — премия Kids Fashion Awards
- 2020 — книга рекордов России в категории «Наибольшее количество детей, продемонстрировавших одежду одного бренда на видео в России»[20][21].
- 2020 — рекордсмен Instagram 2020 в номинации самые успешные «Российские ТОП-блогеры»[22].
- 2021 — книга рекордов России в категории «Наибольшее количество участников показа одежды одного бренда (онлайн)»[23]

#### Рекламные кампании[19][24][25]
- 500 дождевиков для программы «Орёл и решка» телеканала «Пятница!»
- 30 комплектов коллекции «Алиса в Стране чудес», «Хиппи» с Симоной Юнусовой (мать Тимати)[17][26]
- детская одежда совместно с Black Star и Анастасией Решетовой[27][28]
- коллекция свитшотов с изображениями советских мультипликационных героев от «Союзмультфильм» и «Смешарики»[29]
- DNK&AlexSparrow с Алексеем Воробьёвым
- продвижение в Instagram Мари Краймбрери, Velvet Music и Натальей Зубаревой
- мерчи для Love Radio[30]

## Продукция
При запуске создавалась только детская одежда: комбинезоны, «кидсы» и шапочки. К концу 2015 года добавились детские футболки и толстовки. В 2017 году в ассортимент вошли детские спортивные костюмы. В октябре 2017 года была выпущена пробная партия платьев для дочек и матерей. Затем стала создаваться одежда для всей семьи. В 2021 году была создана коллекция «DNK&СМЕШАРИКИ», которая состоит из футболок, свитшотов, брюк, лосин и костюмов. Линейка рассчитана не только на детей и подростков, но и на взрослых.

## Реализация
- Магазины[36]
  - Россия: Ростов-на-Дону, Мурманск, Курск, Воронеж, Иркутск, Хабаровск
- Онлайн-платформы[37]:
  - Официальный сайт
  - Lamoda
  - Wildberries
  - Instagram